# پاریکشیت سهنی
پاریکشیت سَهنی (انگلیسی: Parikshit Sahni؛ زادهٔ ۱ ژانویه ۱۹۴۴) هنرپیشه اهل کشور هند است. وی از سال ۱۹۶۸ میلادی تاکنون مشغول فعالیت بوده‌است.
از فیلم‌هایی که وی در آن نقش داشته‌است می‌توان به سه احمق و پی‌کی اشاره کرد.

## فیلم‌شناسی
فهرست برخی از فیلم‌هایی که پاریکشیت سهنی در آنها به ایفای نقش پرداخته‌است:
- سه احمق
- میلی
- بوکسور
- به هندوستان قسم
- با من دوست میشی؟
- رئیس
- اکلاویا
- آدم‌ربایی
- عروس برادر من
- نیرومند
- پی‌کی
- راست یا دروغ
- عمر و جان
- سنگ سیاه
- گاهی اوقات
- وجود
- موسیقی
- داخل و خارج
- جنگ من
- پیروزی
- داماد پیدا شد
- عدالت شیوا
- خانه شلوغ ۴
- وحشت
- پادشاه خیابان
- اشک و لبخند
- قانون
- مرد دوم
- ابزار
- توبه
- اوباش امروز راجا
- اکنون عدالت برقرار خواهد شد